# Illicium manipurense
Illicium manipurense är en tvåhjärtbladig växtart som beskrevs av Watt. och George King. Illicium manipurense ingår i släktet Illicium och familjen Schisandraceae. Inga underarter finns listade.